# Neue Kathedrale von Niterói
Die Neue Kathedrale von Niterói (offiziell portugiesisch Nova Catedral de Niterói) ist ein Bauprojekt des römisch-katholischen Erzbistums Niterói in Niterói im brasilianischen Bundesstaat Rio de Janeiro.

## Geschichte

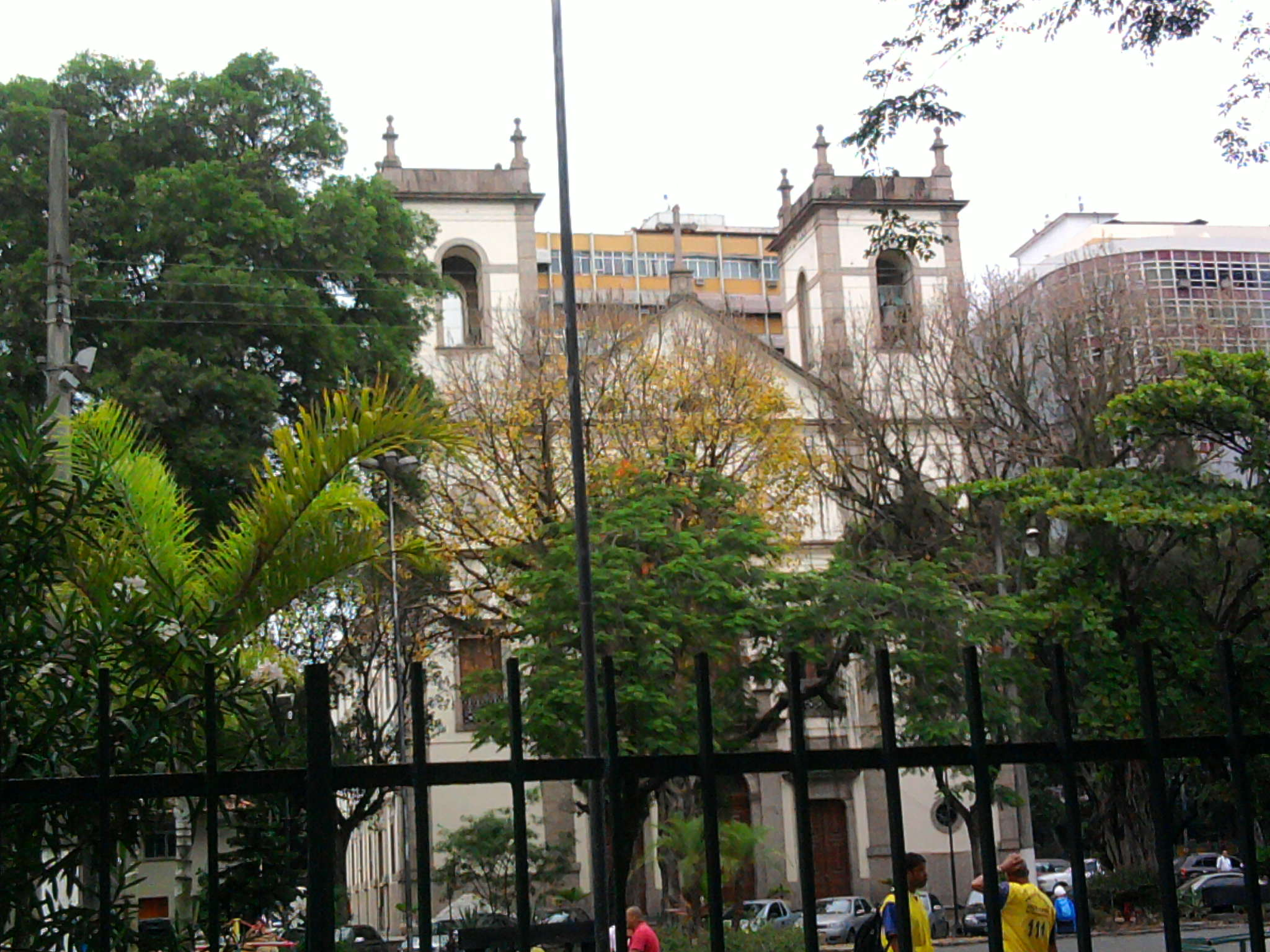
Kathedrale St. Johannes der Täufer

Mit der Gründung des Bistums Niterói im Jahr 1892 wurde die Hauptpfarrkirche São João Batista zur Kathedrale erhoben. Sie war anstelle kleinerer Vorgängerbauten in den Jahren 1842 bis 1854 im klassizistischen Stil erbaut worden.
Die Bevölkerungszunahme im Großraum Rio de Janeiro und die Erhebung Niteróis zum Erzbistum im Jahr 1960 führten zu lang andauernden Überlegungen für einen Kathedralneubau, da die alte Kathedrale aufgrund ihrer Lage und ihrer historischen Architektur nicht erweitert werden konnte. Erzbischof Carlos Alberto Etchandy Gimeno Navarro regte schließlich 1996 das aktuelle Neubauprojekt an.
Die neue Kathedrale soll dem kirchlichen Bedarf entsprechen, aber auch den abschließenden Akzent des Caminho Niemeyer („Niemeyer-Weg“) bilden, einer Reihe anspruchsvoller Bauten des renommierten Architekten Oscar Niemeyer (1907–2012) am Atlantikufer von Niterói (Guanabara-Bucht), angefangen mit dem Museu de Arte Contemporânea de Niterói. Niemeyer, der u. a. 1958–1970 die Kathedrale von Brasília gebaut hatte, bezeichnete das Kathedralprojekt von Niterói im Hinblick auf die Lage und den Kontext der anderen Gebäude als seine obra-prima („Meisterstück“).
Papst Johannes Paul II. segnete bei seinem Besuch in Rio de Janeiro 1997 den Grundstein der neuen Kathedrale. Weihnachten 1999 wurde der Grundstein im Rahmen einer großen Feier zur Eröffnung des Heiligen Jahrs 2000 an seinem Bestimmungsort niedergelegt.
Das Bauprojekt wird von staatlicher Seite unterstützt, ist aber wegen seiner Dimensionen und seiner Kosten in der Öffentlichkeit umstritten. Erzbischof Navarros Nachfolger Alano Maria Pena ließ es 2003 stoppen. Dessen Nachfolger José Francisco Rezende Dias nahm es 2012 wieder auf. Die für 2019 vorgesehene Eröffnung verzögerte sich um weitere fünf Jahre. Stand 2024 dauern die Bauarbeiten weiter an.

## Architektur
Der Architekturentwurf kombiniert eine flachkuppelige Halle von 60 m Durchmesser mit einem offenen, dreibogig-dreieckigen Überbau von 70 m Höhe. Die Form der Halle wird als „Haupt“, der Überbau als Mitra und zugleich als Symbol der Dreifaltigkeit gedeutet. Zum Baukomplex gehören auch ein Veranstaltungs- und Ausstellungszentrum und eine Bibliothek. Das Freigelände bietet Platz für Großveranstaltungen mit bis zu 15.000 Teilnehmern.